# Albert S. Ruddy
Albert „Al“ Stotland Ruddy (* 28. März 1930 in Montreal; † 25. Mai 2024 in Los Angeles, Kalifornien) war ein in Kanada geborener, zweifach oscarprämierter Filmproduzent und Drehbuchautor.

## Leben
Albert S. Ruddy wurde in Montreal geboren und wuchs in New York auf. Er studierte zunächst Chemie am City College of New York und anschließend Architektur an der University of Southern California. Erst durch ein Treffen mit Jack L. Warner kam er zum Film. Er arbeitete für Warner Brothers und später für Universal Studios. 1965 produzierte er den Film Wild Seed, der sein erster großer Spielfilm wurde. Er entwarf das Konzept der Fernsehserie Ein Käfig voller Helden, die auf CBS von 1965 bis 1971 lief. 1970 folgte sein zweiter Film Making It. Doch sein wahrer Triumph kam erst mit dem Jahr 1972. Er produzierte für Paramount das Gangsterepos Der Pate mit Marlon Brando und Al Pacino. Er gewann 1973 dafür den Oscar für den besten Film. Nach über 30 Jahren gewann er 2005 zusammen mit Clint Eastwood erneut diesen Preis, und zwar für den Film Million Dollar Baby. Er war einer der Entwickler der Fernsehserie Walker, Texas Ranger, die von 1993 bis 2001 lief.
Ruddy ist Gegenstand der Serie The Offer aus dem Jahr 2022, die die Entstehung von Der Pate aus seiner Perspektive zum Thema hat.
Ruddy starb nach einer kurzen Krankheit im Alter von 94 Jahren im UCLA Ronald Reagan Medical Center in Los Angeles. Er hinterließ seine Ehefrau und zwei Kinder.

## Filmografie (Auswahl)

### Als Produzent
- 1965: Wild Seed
- 1970: Stromer der Landstraße (Little Fauss and Big Halsy)
- 1971: Making It
- 1972: Der Pate (The Godfather)
- 1974: Die härteste Meile (The Longest Yard)
- 1975: Coonskin
- 1978: Mathilda... schlägt alle K.O. (Matilda)
- 1981: Auf dem Highway ist die Hölle los (The Cannonball Run)
- 1981: Yukon (Death Hunt, Executive Producer)
- 1982: Megaforce
- 1984: Lassiter
- 1984: Auf dem Highway ist wieder die Hölle los (The Cannonball Run II)
- 1989: Farewell to the King
- 1989: Cannonball Fieber – Auf dem Highway geht’s erst richtig los (Speed Zone)
- 1992: Monty – Immer hart am Ball (Ladybugs)
- 1994: Bad Girls
- 1994: Der Scout (The Scout)
- 1996: Mississippi Delta – Im Sumpf der Rache (Heaven’s Prisoners)
- 2004: Million Dollar Baby
- 2006: Cloud 9
- 2008: Camille
- 2019: A Gunman's Curse
- 2021: Cry Macho

### Als Drehbuchautor
- 1965: Ein Käfig voller Helden (Hogan’s Heroes, Fernsehserie)
- 1974: Die härteste Meile (The Longest Yard)
- 1982: Megaforce
- 1984: Auf dem Highway ist wieder die Hölle los (The Cannonball Run II)

## Auszeichnungen
- 1973: Oscar für Der Pate (Bester Film)
- 2005: Oscar für Million Dollar Baby (Bester Film)